# ابن دحية الكلبي
 ابن دحية الكلبي (544 هـ - 633 هـ)، أبو الخطاب عمر بن الحسن بن علي بن محمد بن الجميل بن فرح بن خلف بن قومس بن مزلال بن ملال بن بدر بن دحية بن فروة الكلبي، المعروف بذي النسبين الأندلسي البلنسي الحافظ.
أما أمه فهي أمة الرحمن بنت أبي عبد الله بن أبي البسام موسى بن عبد الله بن الحسين بن جعفر بن علي بن محمد بن علي بن موسى بن جعفر بن محمد بن علي بن الحسين بن علي بن أبي طالب، فلهذا كان يكتب بخطه: ذو النسبين بين دحية والحسين، وكان يكتب أيضاً سبط أبي البسام إشارة إلى ذلك.

## مولده وطلبه للعلم
ولد سنة 544 هـ، كان متقنا لعلم الحديث النبوي وما يتعلق به، عارفا بالنحو واللغة وأيام العرب وأشعارها، أكثر بطلب الحديث في أكثر بلاد الأندلس، ولقي بها علماءها ومشائخها، أبرزهم أبو بكر بن الجد، ثم رحل منها إلى بر العدوة، دخل مراكش واجتمع بفضلائها، ثم ارتحل إلى أفريقيا ومنها إلى الديار المصرية، ثم إلى الشام وإلى العراق، وسمع ببغداد من بعض أصحاب ابن الحصين، وسمع بواسط من أبي الفتح محمد بن أحمد بن المندائي، ودخل إلى عراق العجم وخراسان وما والاها ومازندران ، كل ذلك في طلب الحديث والاجتماع بأئمة الحديث، واُخذ عنهم، وهو في تلك الحال يؤخذ عنه ويستفاد منه، وسمع بأصبهان من أبو جعفر الصيدلاني، ونيسابور من منصور ابن عبد المنعم الفراوي.
قال الذهبي في ترجمته: متهم في نقله، مع أنه كان من أوعية العلم، دخل فيما لا يعنيه، ومن ذلك أنه نسب نفسه، فقال عمر بن حسن بن علي بن محمد بن فرح بن خلف بن قوس بن مزلال بن ملاّل بن أحمد بن بدر بن دحية بن خليفة الكلبي، فهذا نسب باطل لوجوه..
أحدهما: ان دحية لم يُعقب.
أن على هؤلاء لوائح بربرية.
ثالثهما: بتقدير وجود ذلك قد سقط منه آباء، فلا يمكن أن يكون بينه وبينه عشرة أنفس.
وله أسمعة كثيرة بالأندلس، وحدّث بتونس ي حدود التسعين وخمسمائة، وقدم البلاد، ودخل العجم، ولحق أبا جعفر الصيدلاني، وسمع حديث الطبراني غالباً، وكان بصيراً بالحديث: لُغته ورجاله وعانيه، وأدّب الملك الكامل في شبيبته، فلما تملك الديار المصرية نال ابن دحية دنيا ورياسة، وكان يزعم أنه قرأ صحيح مسلم من حفظه على شيخ بالمغرب.

## ثناء الامام السيوطي عليه
قال عنه السيوطي في بغية الوعاة:
| ابن دحية الكلبي | عمر بن الحسن بن علي بن محمّد بن الجميل بن فرح بن دحية الكلبي الأندلسي البلنسي الحافظ، أبو الخطّاب، كان من أعيان العلماء ومشاهير الفضلاء، متقناً لعلم الحديث وما يتعلّق به، عارفاً بالنحو واللغة وأيّام العرب وأشعارها، سمع الحديث ورحل، وله بنى الكامل دار الحديث الكامليّة بالقاهرة، وجعله شيخاً، حدث عنه ابن الصلاح وغيره، ومات ليلة الثلاثاء رابع عشر ربيع الأول سنة ثلاث وثلاثين وستمائة | ابن دحية الكلبي |

وقال عنه في كتاب حسن المحاضرة:
| ابن دحية الكلبي | ابن دحية، الإمام العلامة الحافظ الكبير، أبو الخطاب، عمر بن الحسن الأندلسي البلنسي، كان بصيراً بالحديث متقناً به، له حظّ وافر من اللغة ومشاركة في العربية، له تصانيف، توطن مصر وأدب الملك الكامل، ودرس بدار الحديث الكاملية، مات أربع عشرة ربيع الأول سنة ثلاث وثلاثين وستمائة | ابن دحية الكلبي |

## كتبه
- التنوير في مولد البشير النذير.
- الابتهاج في أحاديث المعراج.
- أداء ما وجب من بيان وضع الوضاعين في رجب.
- الارتقاء إلى أفضل الرقى.
- الإرشاد في الحض على طلب الرواية والإسناد.
- استيفاء المطلوب في تدبير الحروب.
- أعلام النصر المبين في المفاضلة بين أهلي صفين.
- أنوار المشرقين في تنقيح الصحيحين المشرقين.
- تاريخ الأمم في أنساب العرب والعجم.
- التحقيق في مناقب أبي بكر الصديق.
- تنبيه البصائر في أسماء أم الكبائر.
- المطرب من أشعار أهل المغرب.[7]

## وفاته
توفي ابن دحية الكلبي سنة 633 هـ في القاهرة، عن عمر 89 سنة.